# Hydrotaea militaris
Hydrotaea militaris este o specie de muște din genul Hydrotaea, familia Muscidae. A fost descrisă pentru prima dată de Johann Wilhelm Meigen în anul 1826. Conform Catalogue of Life specia Hydrotaea militaris nu are subspecii cunoscute.